# ديفيد دوبلاس
ديفيد دوبلاس (بالإسبانية: David Doblas)‏ مواليد 06 أغسطس 1981، هو لاعب كرة سلة إسباني بدأ مسيرته الاحترافية في سنة 1999 يلعب مع فريق سان سباستيان غيبوثكوا بي سي في ليغا أيه سي بي ويحمل الرقم 13. يبلغ طوله 6 قدم 10 بوصة (2.1 م).

## فرق لعب لها
- سان سباستيان غيبوثكوا بي سي

## روابط خارجية
- ديفيد دوبلاس على موقع دوري كرة السلة الياباني للمحترفين (اليابانية)
- ديفيد دوبلاس على موقع الدوري الإسباني لكرة السلة (الإسبانية)
- ديفيد دوبلاس على موقع كرة السلة الأوروبية.كوم (الإنجليزية)
- ديفيد دوبلاس على موقع DraftExpress.com (الإنجليزية)
- ديفيد دوبلاس على موقع ريلجم (الإنجليزية)
- ديفيد دوبلاس على موقع بروبوليرز (الإنجليزية)
- ديفيد دوبلاس على موقع سبورتس رفرنس (الإنجليزية)